# 대한민국 형사소송법 제292조의2
대한민국 형사소송법 제80조는 증거물에 대한 조사방식에 대한 형사소송법의 조문이다.

## 조문
제292조의2(증거물에 대한 조사방식) ① 검사, 피고인 또는 변호인의 신청에 따라 증거물을 조사하는 때에는 신청인이 이를 제시하여야 한다.
②법원이 직권으로 증거물을 조사하는 때에는 소지인 또는 재판장이 이를 제시하여야 한다.
③재판장은 법원사무관등으로 하여금 제1항 및 제2항에 따른 제시를 하게 할 수 있다.
[본조신설 2007.6.1.]

## 참고 문헌
- 손동권 신이철, 새로운 형사소송법(초판, 2013), 세창, 2013. ISBN 9788984114081